# Équipe du Vanuatu féminine de football
Cet article traite de l'équipe féminine. Pour l'équipe masculine, voir Équipe du Vanuatu de football.
Maillots
L'équipe du Vanuatu de football est une sélection des meilleures joueuses vanuatannes sous l'égide de la Fédération du Vanuatu de football.

## Classement FIFA
| Année              | 2003 | 2004 | 2005 | 2006 | 2007 | 2008 | 2009 | 2010 | 2011 | 2012 | 2013 | 2014 | 2015 | 2016 | 2017 | 2018 |
| ------------------ | ---- | ---- | ---- | ---- | ---- | ---- | ---- | ---- | ---- | ---- | ---- | ---- | ---- | ---- | ---- | ---- |
| Classement mondial | 82   | 87   | 87   | 97   | 112  |      | 92   | 107  | 107  | 103  | 118  | 133  | 141  | 128  | 119  | 107  |
| Classement OFC     | 5    | 5    | 5    | 5    |      |      |      | 8    | 9    | 9    |      |      |      |      |      |      |

## Palmarès

### Parcours enCoupe d'Océanie
- 2010 : 1er tour
- 2022 : 1er tour
- 2025 : 5e

### Parcours auxJeux du Pacifique
- 2003 : 6e
- 2007 : Ne participe pas
- 2011 : Ne participe pas
- 2015 : Ne participe pas
- 2019 : 1er tour
- 2023 : 5e

## Matchs joués

### Liste
| Date              | Lieu                      | Équipe  | Résultat | Adversaire                |
| ----------------- | ------------------------- | ------- | -------- | ------------------------- |
| 30 juin 2003      | Lautoka Fidji             | Vanuatu | 2-3      | Tonga                     |
| 2 juillet 2003    | Lautoka Fidji             | Vanuatu | 0-3      | Tahiti                    |
| 5 juillet 2003    | Lautoka Fidji             | Vanuatu | 2-2      | Papouasie-Nouvelle-Guinée |
| 7 juillet 2003    | Lautoka Fidji             | Vanuatu | 0-1      | Guam                      |
| 9 juillet 2003    | Lautoka Fidji             | Vanuatu | 2-3      | Fidji                     |
| 10 juillet 2003   | Nausori Fidji             | Vanuatu | 11-0     | Kiribati                  |
| 30 mars 2006      | Apia Samoa                | Vanuatu | 1-4      | Tonga                     |
| 1er avril 2006    | Apia Samoa                | Vanuatu | 0-11     | Nouvelle-Zélande          |
| 3 avril 2006      | Apia Samoa                | Vanuatu | 1-1      | Îles Salomon              |
| 29 septembre 2010 | Auckland Nouvelle-Zélande | Vanuatu | 0-14     | Nouvelle-Zélande          |
| 1er octobre 2010  | Auckland Nouvelle-Zélande | Vanuatu | 1-5      | Tahiti                    |
| 3 octobre 2010    | Auckland Nouvelle-Zélande | Vanuatu | 0-2      | Îles Cook                 |
| 9 aout 2011       | Port Vila Vanuatu         | Vanuatu | 0-3      | Nouvelle-Calédonie        |
| 13 aout 2011      | Port Vila Vanuatu         | Vanuatu | 1-5      | Nouvelle-Calédonie        |
| 1er mars 2012     | Atele Tonga               | Vanuatu | 2-5      | Tonga                     |
| 3 mars 2012       | Atele Tonga               | Vanuatu | 3-4      | Samoa                     |
| 5 mars 2012       | Atele Tonga               | Vanuatu | 1-11     | Papouasie-Nouvelle-Guinée |
| 7 mars 2012       | Atele Tonga               | Vanuatu | 2-0      | Samoa                     |

### Bilan
| Rang | Équipe  | Pts | J  | G | N | P  | Bp | Bc | Diff |
| ---- | ------- | --- | -- | - | - | -- | -- | -- | ---- |
| #    | Vanuatu | 8   | 18 | 2 | 2 | 14 | 29 | 77 | -48  |

## Meilleures buteuses
| Rang | Joueur           | Buts | Sél. | Première sélection | Dernière sélection |
| ---- | ---------------- | ---- | ---- | ------------------ | ------------------ |
| 1    | Lavinia Taga     | 8    | 3    | 2003               | 20..               |
| 2    | Lisa Balick      | 2    | 4    | 2012               | 20..               |
| 3    | Stéphanie Tougen | 1    | 3    | 2010               | 20..               |
| 4    | Serah Thompson   | 2    | 7    | 2003               | 2012               |
| 5    | Joella Avok      | 1    | 4    | 2012               | 20..               |
| 6    | Fina Angelo      | 1    | 4    | 2012               | 20..               |
| 7    | Junane Ishmael   | 1    | 4    | 2012               | 20..               |
| 8    | Elodie Samuel    | 1    | 4    | 2012               | 20..               |
| 9    | Leisale Solomon  | 1    | 4    | 2012               | 20..               |
| 10   | Agnes Kalsakau   | 1    | 3    | 2003               | 20..               |
| 11   | Josina Maleb     | 1    | 3    | 2003               | 20..               |